# Tiếng Sinhala
Tiếng Sinhala (tiếng Sinhala: සිංහල; siṁhala [ˈsiŋɦələ]), là ngôn ngữ của người Sinhala, dân tộc lớn nhất tại Sri Lanka, với chừng 16 triệu người bản ngữ. Tiếng Sinhala cũng là ngôn ngữ thứ hai của các dân tộc khác tại Sri Lanka. Đây là một ngôn ngữ Ấn-Arya của hệ ngôn ngữ Ấn-Âu. Tiếng Sinhala được viết bằng hệ chữ Sinhala, một trong các hệ chữ xuất phát từ chữ Brahmi cổ đại Ấn Độ, có liên quan đến chữ Kadamba.
Tiếng Sinhala là một trong hai ngôn ngữ chính thức và ngôn ngữ quốc gia của Sri Lanka. Tiếng Sinhala, cùng với tiếng Pali, đóng một vai trò quan trọng trong sự phát triển của nền văn học Phật giáo Nguyên thủy.
Các bản khắc Prakrit Sinhala cổ nhất đã được tìm thấy có niên đại thế kỷ 2 và 3 TCN, sau khi Phật giáo lan truyền đến Sri Lanka, còn tác phẩm văn học cổ nhất hiện có được sáng tác vào thế kỷ thứ 9. Ngôn ngữ gần gũi nhất với tiếng Sinhala là tiếng Maldives.

## Tên
Sinhala (Siṃhāla) là một từ tiếng Phạn; từ tương ứng trong ngôn ngữ Ấn-Arya trung đại (Eḷu) là Sīhala.
Từ này xuất phát từ siṃha, tiếng Phạn nghĩa là "sư tử"
Siṃhāla đã được ghi nhận như tên tiếng Phạn của đảo Sri Lanka trong Bhagavata Purana. Cái tên này có khi được diễn dịch là "nơi ở của sư tử", và nhiều khả năng là do sự phổ biến của sư tử trên đảo trước đây.

## Ngữ âm
- Sự hiện diện của phụ âm tiền mũi hóa: tức một âm mũi ngắn được thêm vào trước âm tắc hữu thanh.
- Cách phát âm của âm /a/ ngắn không nhấn âm là âm schwa [ə].

|          |              | Môi | Răng/ Chân răng | Quặt lưỡi | Vòm | Ngạc mềm | Thanh hầu |
| -------- | ------------ | --- | --------------- | --------- | --- | -------- | --------- |
| Mũi      | Mũi          | m   | n̪               | ɳ         | ɲ   | ŋ        |           |
| Tắc      | vô thanh     | p   | t̪               | ʈ         | tʃ  | k        |           |
| Tắc      | hữu thanh    | b   | d̪               | ɖ         | dʒ  | ɡ        |           |
| Tắc      | tiền mũi hóa | ᵐb  | ⁿ̪d̪              | ᶯɖ        |     | ᵑɡ       |           |
| Xát      | Xát          | (f) | s               |           | (ʃ) |          | h         |
| R        | R            |     | r               |           |     |          |           |
| Tiếp cận | Tiếp cận     | ʋ   | l               |           | j   |          |           |

|      | Trước | Trước | Giữa | Giữa | Sau | Sau |
| ngắn | dài   | ngắn  | dài  | ngắn | dài |     |
| ---- | ----- | ----- | ---- | ---- | --- | --- |
| Đóng | i     | iː    |      |      | u   | uː  |
| Vừa  | e     | eː    | a    |      | o   | oː  |
| Mở   | æ     | æː    | a    | aː   |     |     |

| Bảng Unicode Sinhala Official Unicode Consortium code chart: Sinhala Version 13.0 |   |   |   |   |   |   |   |   |   |   |   |   |   |   |   |   |
|                                                                                   | 0 | 1 | 2 | 3 | 4 | 5 | 6 | 7 | 8 | 9 | A | B | C | D | E | F |
| U+0D8x                                                                            |   | ඁ  | ං  | ඃ  |   | අ | ආ | ඇ | ඈ | ඉ | ඊ | උ | ඌ | ඍ | ඎ | ඏ |
| U+0D9x                                                                            | ඐ | එ | ඒ | ඓ | ඔ | ඕ | ඖ |   |   |   | ක | ඛ | ග | ඝ | ඞ | ඟ |
| U+0DAx                                                                            | ච | ඡ | ජ | ඣ | ඤ | ඥ | ඦ | ට | ඨ | ඩ | ඪ | ණ | ඬ | ත | ථ | ද |
| U+0DBx                                                                            | ධ | න |   | ඳ | ප | ඵ | බ | භ | ම | ඹ | ය | ර |   | ල |   |   |
| U+0DCx                                                                            | ව | ශ | ෂ | ස | හ | ළ | ෆ |   |   |   | ්  |   |   |   |   | ා  |
| U+0DDx                                                                            | ැ  | ෑ  | ි  | ී  | ු  |   | ූ  |   | ෘ  | ෙ  | ේ  | ෛ  | ො  | ෝ  | ෞ  | ෟ  |
| U+0DEx                                                                            |   |   |   |   |   |   | ෦ | ෧ | ෨ | ෩ | ෪ | ෫ | ෬ | ෭ | ෮ | ෯ |
| U+0DFx                                                                            |   |   | ෲ  | ෳ  | ෴ |   |   |   |   |   |   |   |   |   |   |   |